# Молоді капітани
«Молоді капітани» (інша назва: «Полк молодих») — радянський дитячий художній фільм 1939 року, знятий режисерами Олександром Андрієвським та Юрієм Леонтьєвим на кіностудії «Союздитфільм».

## Сюжет
Про радянських школярів, які мріють стати моряками. Сергій Крилов мріє стати капітаном, але займаючись спортом, запускає заняття. Особливо не ладиться з математикою. Сергій вирішує один проплисти на парусній шлюпці по маршруту майбутніх змагань і довести право бути капітаном. Він потрапляє в шторм.

## У ролях
- А. Серчевський — Сергій Крилов
- Микола Нікітіч — Іван Васильович
- Людмила Целіковська — Валя, піонервожата
- Дагмара Дерінгер — Милочка
- Леонід Якитович — Гриша, брат Милочки
- Варвара Журавльова — Катя
- Д. Востряков — Віктор
- Валерій Заливін — Огурцов
- Володимир Золотницький — Вова
- Є. Кузнецова — Софія Павлівна
- Василь Новиков — Микита Андрійович, батько Вови
- Іван Новосельцев — командир
- Володимир Уральський — командир

## Знімальна група
- Режисери — Олександр Андрієвський, Юрій Леонтьєв
- Сценаристи — Михайло Вітухновський, Зіновія Маркіна
- Оператори — Марк Магідсон, Дмитро Суренський, Василь Дульцев
- Композитор — Давид Блок
- Художники — Фелікс Богуславський, С. Кузнецов